# Son (musikstil)
Son, eller Són, är den kubanska musikstil som är föregångaren till den musik vi i dag benämner salsa. Sonmusiken har en mer akustisk och lantlig prägel än salsan. Karaktäristiskt för stilen är en blandning mellan spanska inslag såsom den kubanska gitarren tres, och afrikanska inslag med en struktur som bygger på call and response och slagverk såsom claves, bongotrumma och maracas.
Exempel på artister som spelar son är La Familia Valera Miranda, Cristina Azcuy, Buena Vista Social Club och Papi Oviedo y sus Soneros.
Med son menas även en viss clave, sonclave (vit clave), vilken skiljer sig från den så kallade rumbaclaven (svart clave).